# قباطية
قباطية بلدة فلسطينية تبعد حوالي 6 كلم عن مدينة جنين وتعتبر من أكبر التجمعات السكانية في محافظة جنين.

## التسمية
هنالك عدة روايات حول أصل اسمها. يقول البعض أنها من «قمط» وقد تم تحريف اللفظ من «قماطية» إلى «قباطية» ولهذا الاسم تفسيران محتملان الأول أنه بمعنى الجفاف. والثاني أنه من قمط الشيء بعد تحميله على الدواب إذ كانت مكانًا لاستراحة القوافل لوقوعها على الطريق التجاري بين مصر والشام. بينما يقول الآخرون أن اسمها نسبة للأنباط.[بحاجة لمصدر]

## الجغرافيا
تقع قباطية على بعد9 كلم إلى الجنوب الغربي لمدينة جنين وترتفع 256م عن سطح البحر في بطن واد تحيط به شعبتان جبليتان. وتنتشر بيوتها على قمم وسفوح عدد من الجبال المطلة معظمها على سهل قباطية عرابة وعلى السهل الشرقي يحدها من الغرب جبل دوثان الأثري، سهل عرابة وبلدة عرابة وقرية مركة ومن الشرق قرية أم التوت وجلقموس ومن الجنوب بلدة الزبابدة وقرية مسلية ومن الشمال مدينة جنين وقرية برقين، وقرية مثلث الشهداء. 

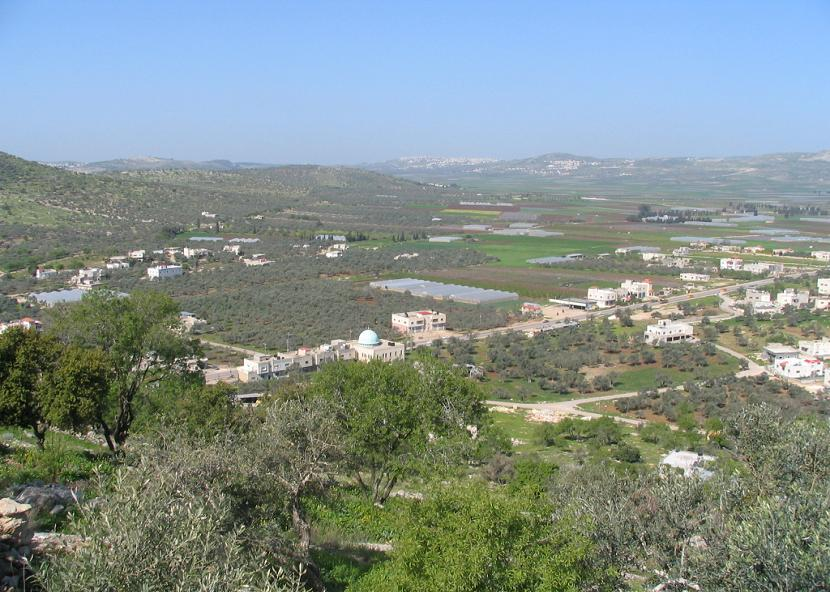
قباطية - صورة مأخوة للجانب الغربي للبلدة.

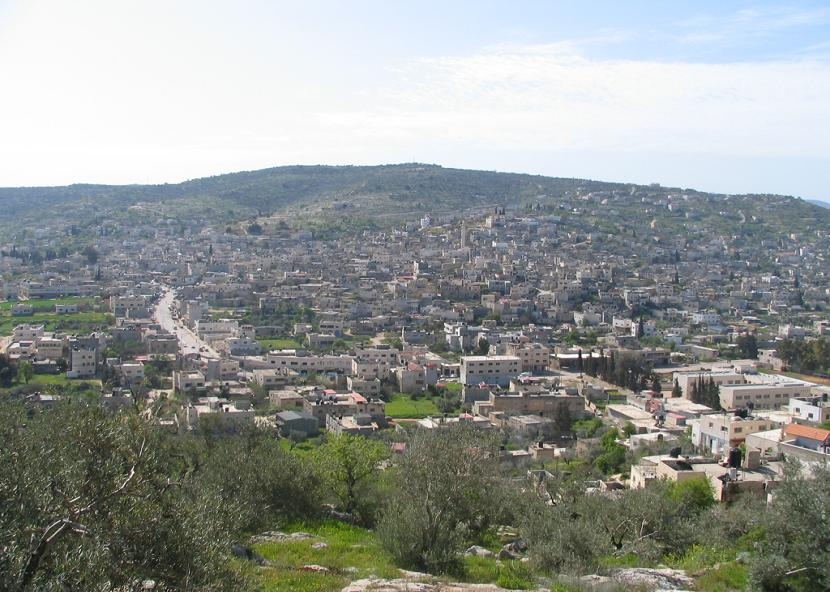
قباطية - صورة تظهر التوسع في البناء، وتزايد الوحدات السكنية.

يبلغ ما يملكه سكان بلدة قباطية من الأراضي حوالي 60,000 دونما مقسمة إلى 55 حوضاً، وتعتبر بلدة قباطية، البلدة الثانية فيما تملكه من الأراضي في محافظة جنين، أما مساحة الأراضي الخاضعة لسلطة المجلس البلدي فقد صادقت الحكومة الأردنية وسلطات الحكم العسكري في قضاء جنين على ما مساحته 3230 دونما وذلك عام 1987م، وهي تقسم إلى ثلاثة اقسام من ناحية هندسية:
1. منطقة البلدة القديمة (150 دونم)
2. المنطقة السكنية المحيطة (450 دونم)
3. منطقة الضواحي حيث تعتبر منطقة السكن الأولى من حيث حداثة البناء والتطور العمراني وأغلب مناطق البلدة تقع على ارتفاع (300 متر) فوق سطح البحر.

## السكان
يبلغ عدد السكان حسب تقديرات جهاز الإحصاء الفلسطيني الـ26.000 مواطن.

### أعلام بارزون
- خالد نزال
- عبد الله كميل
- عزت أبو الرب
- كمال أبو وعر
- منتصر أبو زيد

## الاقتصاد

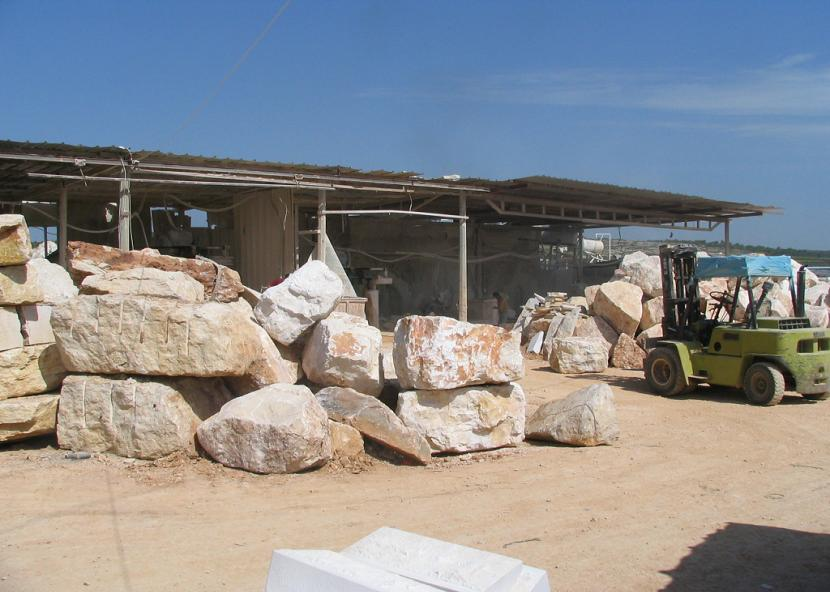
قباطية - صناعة وتشكيل الحجر.

- صناعة الحجر: يوجد في قباطية حوالي 50 محجراً و72 منشار لقص الحجارة وتصنيعها ويبلغ إنتاجها سنويا حوالي 3000000م2 يتم تسويقها في الداخل وبعض الدول العربية ويوجد كذلك 4 كسارات كبيرة تنتج الحصمة والصرار والرمل.
- التجارة والصناعات الخفيفة: يوجد في البلدة حوالي 320 محلا تجاريا ومنشأة صناعية خفيفة.
- الزراعة: تبلغ مساحة أراضي بلدة قباطية حوالي 55000 دونم مزروعة بما يلي:-
  - الزراعة البعلية (11000) دونم تزرع بالحبوب والخضار.
  - الزراعة المروية (4500) دونم وأكثر من (300) دونم
  - زراعة الزيتون (22000) دونم
  - زراعة اللوزيات (3000) دونم
  - زراعة العنب (2000) دونم
  - زراعة الحراج (11000) دونم
  - أراضي بحاجة للاستصلاح (1500) دونم
- أما الآبار الارتوازية فيبلغ عدد الآبار المرخصة حوالي (37) بئراً ارتوازياً وعدد غير معروف من الآبار الارتوازية غير المرخصة، كما يوجد محطة تجارب زراعية تقع في سهل قباطية الغربي وهي تابعة لوزارة الزراعة، يوجد في البلدة أيضا خمسة معاصر حديثة للزيتون.
- يوجد في البلدة سوق مركزي للخضار (الحسبة)، تقع في المدخل الغربي للبلدة، وتعتبر من أكبر الأسواق الخاصة بالخضار على مستوى محافظات الضفة.

## مؤسسات قباطية

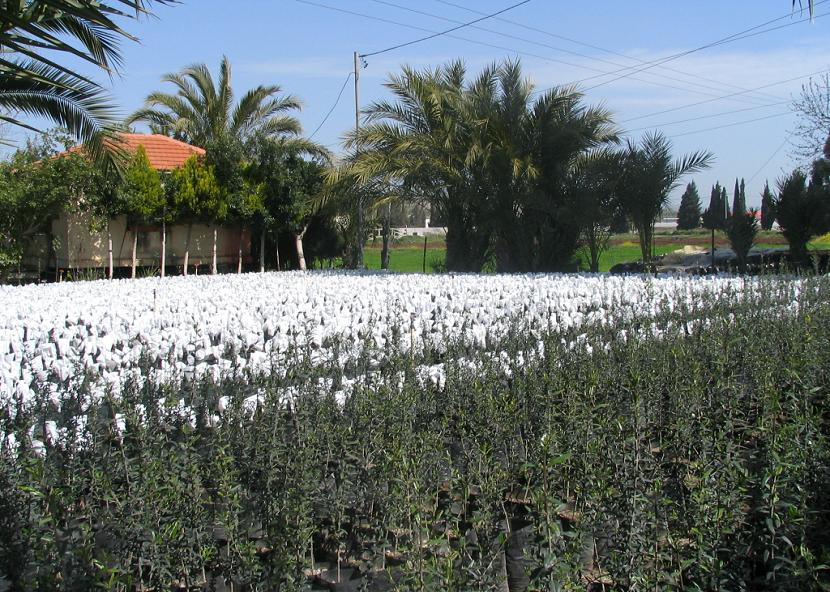
صورة لأحد المشاتل الزراعية.

يوجد في بلدة قباطية الدوائر الرسمية والجمعيات التالية: مكتب لوزارة الداخلية، آخر للزراعة، وللتربية والتعليم، ومكتب بريد، ومكتب لدائرة تسجيل الأراضي (الطابو)، ومركز شرطة ونادي قباطية الرياضي.

### الحكم المحلي
تم إنشاء أول مجلس قروي عام 1966. بعد الاحتلال الإسرائيلي للضفة الغربية عام 1967 أوقف العمل به حتى عام 1971 حين عاود المجلس القروي عمله ثم تم تحويله إلى مجلس بلدي في نفس العام.

### التعليم
في قباطية العديد من المدارس الحكومية ومدارس الأونروا وهي: مدرسة الشهيد عزت أبو الرب، ومدرسة معاذ بن جبل الأساسية (بُنيت عام 1923 وهي الأولى في المدينة)، ومدرسة ابن البيطار الابتدائية، ومدرسة بنات قباطية الثانوية الشرقية، ومدرسة بنات قباطية الأساسية، ومدرسة ذكور قباطية الابتدائية، ومدرسة قباطية الأساسية للبنين، ومدرسة بنات قباطية الأساسية الغربية، ومدرسة خديجة بنت خويلد الأساسية للبنات، ومدرسة ذكور قباطية الأساسية الغربية، ومدرسة بنات قباطية الأساسية للوكالة، ومدرسة بنات قباطية الشرقية، ومدرسة بنات خولة الأزور الأساسية للبنات.

### الصحة
في قباطية عدة مؤسسات صحية هي: عيادة الرعاية الصحية الأولية، وعيادة جمعية الهلال الاحمر الفلسطيني، وعيادة الأونروا، وعيادة جمعية أصدقاء المريض الخيرية، وعيادات خاصة وصيدليات وعيادات أسنان ومركز قباطية الطبي، ومركز تأهيل لذوي الإعاقة، كما ويوجد في المدينة مركز قباطية الطبي، والذي يحتوي على مركز للطواريء، وعيادة عامة، وعيادات اختصاص، ومختبر وقسم لتصوير الأشعة الطبقية، وهو نواة لتأسيس مستشفى عام.

### المساجد
1. المسجد القديم: -مساحته حوالي 700 م2، ويقع في مركز البلدة، إن بداية إنشائه تعود إلى العصر العثماني، وطبيعة الهيكل الهندسي المشاد عليه من نمط الفن المعماري العثماني، وقد كان في البداية عبارة عن غرفتين كبيرتين فقط، وأما البناء الحالي وتوسيعه وبناء مئذنته فلا يتجاوز الأربعة عقود.
2. مسجد صلاح الدين: أسس عام 1981 على قطعة أرض مساحتها 3000 م2، وأما مساحة البناء فعي 800 م2 ، والأرض عبارة عن تبرع من أحد فاعلي الخير في البلدة، وأما تكاليف البناء فقد تم جمعها من أهالي البلدة ويقع في حارة دار كميل
3. مسجد شهداء الحق: أسس عام 1999، يقع في حارة السباعنة علي الشارع الواصل بين قباطية ومسلية.
4. مسجد الزهراء: يقع في الجهة الجنوبية الغربية من البلدة، أسس في عام 2001.
5. مسجد عمر بن الخطاب: يقع في شمال البلدة على الشارع الرئيسي الواصل بين جنين وقباطية، أسس عام 2000، تبلغ مساحته الكلية 500 م2، وقد بلغت تكاليف البناء حوالي 10000 دينار جمعت من أهالي البلدة.
6. مسجد النور: أسس عام 2008 ويقع في الجهة الغربية من البلدة على الشارع الواصل بين قباطية ومسلية.
7. مسجد الفرقان:: أسس عام 2011 وتم بناؤه عام 2014 يقع في الجهة الشمالية (حارة الزكارنة)
8. مسجد خالد بن الوليد: افتتح عام 2016 ويقع في شمال البلدة.[7]

## روابط خارجية
- موقع بلدية قباطية